# Kamel Jendoubi
Kamel Jendoubi (arabe : كمال الجندوبي), né le 8 août 1952 à Tunis, est un militant des droits de l'homme et homme politique tunisien.

## Biographie

### Études
Kamel Jendoubi s'inscrit à l'université de Tunis à la fin des années 1960 afin d'y poursuivre des études en physique-chimie. Un an plus tard, en 1971, il déménage à Paris, et ayant échoué à s'inscrire en école de médecine, poursuit des études de pharmacie. Durant cette période, n'étant pas bénéficiaire d'une bourse d'études, il enchaîne les petits boulots et fait la connaissance de nombreux immigrés tunisiens, ce qui le conduit à délaisser ses études au profit du militantisme.
En 1979, Kamel Jendoubi, après un court retour en Tunisie, revient en France afin de reprendre des études, en mathématiques cette fois-ci, avant de se réorienter une nouvelle fois, et d'intégrer l'IAE de Paris, d'abord, et la Sorbonne ensuite.
Jendoubi est titulaire d'un diplôme de l'IAE de Paris et d'un diplôme d'études approfondies de l'université Paris-Panthéon-Assas.

### Défense des droits de l'homme
Il est membre et président de plusieurs associations de défense des droits de l'homme, notamment le Réseau euro-méditerranéen des droits de l'homme depuis 2003.

### Rôle post-révolutionnaire
En 2011, il est élu par la Haute instance pour la réalisation des objectifs de la révolution, de la réforme politique et de la transition démocratique comme président de l'Instance supérieure indépendante pour les élections chargée de l'organisation de l'élection d'une assemblée constituante.
En octobre 2012, Kamel Jendoubi est à nouveau chargé de l'organisation d'élections en 2013, à la suite d'un accord de la troïka sur le futur régime politique. Toutefois, le scrutin est repoussé et Chafik Sarsar, enseignant universitaire en droit constitutionnel, est finalement élu président de la nouvelle Instance supérieure indépendante pour les élections.
Le 23 janvier 2015, il est nommé au poste de ministre auprès du chef du gouvernement chargé des Relations avec les institutions constitutionnelles et la société civile dans le gouvernement de Habib Essid. Le 6 janvier 2016, il prend aussi en charge les Droits de l'homme, il quitte ces fonctions ministérielles à la suite d'un vote de défiance visant le gouvernement Essid en juillet 2016. En mai 2021, il signe une tribune dans Le Monde dénonçant le manque de courage face à l'islamisme et les insuffisances de l'État tunisien comme étant un facteur dans la multiplication d'attentats terroristes commis par des Tunisiens.

### Mission onusienne
Le 5 décembre 2017, il est désigné, par le Haut-Commissariat des Nations unies aux droits de l'homme à la tête d'un groupe d'experts internationaux et régionaux pour enquêter sur les violations des droits de l'homme au Yémen. Le mandat de ce groupe d'experts se termine en octobre 2021, après une intense campagne de pressions (financières, politiques, diplomatiques) menée par l'Arabie saoudite. Le 20 décembre 2021, il déclare que le groupe des enquêteurs de l'Organisation des Nations unies qu'il préside au Yémen a été espionné à l'aide du logiciel Pegasus,,.

## Distinctions
- Commandeur de l'Ordre de la République tunisienne (2011)[18] ;
- Prix Hermès pour la promotion de la liberté d'expression et de l'échange des informations en Méditerranée (2016)[19].

## Publications
- Que vive la République ! Tunisie (1957-2017), Tunis, Alif, 2018, 295 p. (ISBN 978-9938958133)[20].
- Tunisie dix ans et dans dix ans, Tunis, Leaders, 2021[21]. Ouvrage collectif
- La Tunisie vote : récit d'un acteur engagé, Tunis, Nirvana, 2021[22],[23].